# Copa Norte (Argentina)
La Copa Norte es un torneo de futbol organizado en conjunto por las Secretarías de Deportes de las Provincias de Salta y Jujuy. Enfrenta a los campeones vigentes de Copa Jujuy y Copa Salta, en una final a doble partido. Su primera edición se realizó en 2019.

## Sistema de disputa
Se corresponde con una serie final, disputada a doble partido, entre el ganador de Copa Jujuy y el ganador de Copa Salta.
Se disputa al finalizar la temporada, en el mes de noviembre o diciembre. El equipo vencedor no obtiene cupos a otras competiciones de carácter nacional.

## Campeones

### Títulos por año
| Año          | Campeón                                                              | Final Resultado                                                      | Subcampeón                                                           | Sede final                                                                          |
| ------------ | -------------------------------------------------------------------- | -------------------------------------------------------------------- | -------------------------------------------------------------------- | ----------------------------------------------------------------------------------- |
| 2019 Detalle | C.D. Villa San Antonio (CS)                                          | 0:1 2:0                                                              | C.A. Talleres (Perico) (CJ)                                          | Estadio 23 de Agosto, San Salvador de Jujuy Estadio Padre Ernesto Martearena, Salta |
| 2020         | No disputado por la Pandemia del COVID-19                            | No disputado por la Pandemia del COVID-19                            | No disputado por la Pandemia del COVID-19                            | No disputado por la Pandemia del COVID-19                                           |
| 2021 Detalle | No organizado entre C.A. Gimnasia y Esgrima y C. Deportivo La Merced | No organizado entre C.A. Gimnasia y Esgrima y C. Deportivo La Merced | No organizado entre C.A. Gimnasia y Esgrima y C. Deportivo La Merced | No organizado entre C.A. Gimnasia y Esgrima y C. Deportivo La Merced                |
| 2022 Detalle | C.A. Villa San Antonio (CS)                                          | 1:0 2:0                                                              | A.A. La Mona 44 (CJ)                                                 | Estadio Padre Ernesto Martearena, Salta Estadio 23 de Agosto, San Salvador de Jujuy |
| 2023 Detalle | A.C. y D. Altos Hornos Zapla (CJ)                                    | 1:0 0 (4) :1 (3)                                                     | C. Deportivo La Merced (CS)                                          | Estadio 23 de Agosto, San Salvador de Jujuy Estadio Padre Ernesto Martearena, Salta |
| 2024 Detalle | C. Atlético San Pedro (CJ)                                           | 0:1 5:1                                                              | C.S. y Deportivo Aviación (CS)                                       | Estadio Pedro Moreno, Orán Estadio Visera de Cemento, San Pedro                     |

- (CJ): Campeón Copa Jujuy
- (CS): Campeón Copa Salta

### Títulos por equipo
| Club                         | Títulos | Subtítulos | Años campeón | Años subcampeón |
| ---------------------------- | ------- | ---------- | ------------ | --------------- |
| C.D. Villa San Antonio       | 2       |            | 2019, 2022   |                 |
| A.C. y D. Altos Hornos Zapla | 1       |            | 2023         |                 |
| C. Atlético San Pedro        | 1       |            | 2024         |                 |
| C.A. Talleres (Perico)       |         | 1          |              | 2019            |
| A.A. La Mona 44 (Perico)     |         | 1          |              | 2022            |
| C. Deportivo La Merced       |         | 1          |              | 2023            |
| C.S. y Deportivo Aviación    |         | 1          |              | 2024            |

### Títulos por provincia
| Provincia          | Títulos | Subtítulos |
| ------------------ | ------- | ---------- |
| Provincia de Salta | 2       | 2          |
| Provincia de Jujuy | 2       | 2          |

### Clasificación histórica
Actualizado a la edición 2019.
| Pos |                                  | Club                         | Part. | PJ | PG | PE | PP | GF | GC | Dif. | Puntos | Títulos |
| --- | -------------------------------- | ---------------------------- | ----- | -- | -- | -- | -- | -- | -- | ---- | ------ | ------- |
| 1°  | Bandera de la Provincia de Salta | C.D. Villa San Antonio       | 2     | 4  | 3  | 0  | 1  | 5  | 1  | +4   | 9      | 2       |
| 2°  | Bandera de la Provincia de Jujuy | C. Atlético San Pedro        | 1     | 2  | 1  | 0  | 1  | 5  | 2  | +3   | 3      | 1       |
| 3°  | Bandera de la Provincia de Jujuy | A.C. y D. Altos Hornos Zapla | 1     | 2  | 1  | 0  | 1  | 1  | 1  | 0    | 3      | 1       |
| 3°  | Bandera de la Provincia de Salta | C. Deportivo La Merced       | 1     | 2  | 1  | 0  | 1  | 1  | 1  | 0    | 3      | 0       |
| 4°  | Bandera de la Provincia de Jujuy | C.A. Talleres (Perico)       | 1     | 2  | 1  | 0  | 1  | 1  | 2  | -1   | 3      | 0       |
| 5°  | Bandera de la Provincia de Salta | C.S. y Deportivo Aviación    | 1     | 2  | 1  | 0  | 1  | 2  | 5  | -3   | 3      | 0       |
| 6°  | Bandera de la Provincia de Jujuy | A.A. La Mona 44              | 1     | 2  | 0  | 0  | 2  | 0  | 3  | -3   | 0      | 0       |

### Goleadores por edición
| Año  | Jugador                                         | Club                                   | Goles |
| ---- | ----------------------------------------------- | -------------------------------------- | ----- |
| 2019 | Efraín Lastero Leonardo Villa Maximiliano López | Villa San Antonio Talleres (Perico)    | 1     |
| 2022 | Gabriel Yapura                                  | Villa San Antonio                      | 2     |
| 2023 | Juan Pascuttini Juan Cuellar                    | Altos Hornos Zapla Deportivo La Merced | 1     |
| 2024 | Navarrete                                       | Deportivo Aviación                     | 2     |